# Zorro et fils
Pour les articles homonymes, voir Zorro (homonymie).
Zorro et fils (Zorro and Son) est une sitcom américaine en cinq épisodes de 25 minutes, produite par Walt Disney Productions, et diffusée du 6 avril au 1er juin 1983 sur le réseau CBS. Elle est la suite parodique de la série Zorro de 1957.
En France, la série a été diffusée du 10 juin 1990 au 10 juillet 1990 dans Le Disney Club sur TF1.

## Synopsis
Zorro continue son combat pour la justice, en compagnie de son fils. L'histoire se déroule une vingtaine d'années après la première série. 

## Distribution
- Henry Darrow (VF : Marc de Georgi) : Don Diego de Vega / Zorro Senior
- Paul Regina (en) (VF : Jean-Philippe Puymartin) : Don Carlos de Vega / Zorro Junior
- Bill Dana (VF : Philippe Dumat) : Bernardo
- Gregory Sierra (VF : Pierre Hatet) : Capitaine Paco Pico
- Richard Beauchamp (VF : Gérard Hernandez) : Sergent Sepulveda
- Barney Martin (VF : Jacques Ferrière) : Frère Napa (Calva en VF) / Sonoma (Hydromel en VF)
- Catherine Parks (en) (VF : Virginie Ledieu) : Señorita Anita
- Dick Gautier (VF : Gérard Dessalles) : El Excelente

## Épisodes
1. Zorro et fils (Zorro and Son)
2. Pour une poignée de pesos (A Fistful of Pesos)
3. La belle et le masque (Beauty and the Mask)
4. La grande lessive (Wash Day)
5. Le boucher de Barcelone (The Butcher of Barcelona)

## Origine et production
Cette suite prend le parti d'être une parodie de la version de 1957. Elle ne rencontre pas le succès escompté et s'arrête au bout de 5 épisodes. Walt Disney Television demande à Guy Williams de sortir de sa retraite, il accepte d'abord mais refuse quand il découvre le format comique, voir parodique de la série.